# 斉藤まりな
さいとう まりな（1991年10月18日 - ）は、東京都出身のタレント、歌手。

## 来歴
幼い頃から竹内まりやに憧れを抱き、様々な楽曲を唄って磨きあげたという。2011年、学習院大学在学時には『ミスFLASH2011』を受賞した経歴を持つ。
大学卒業タイミングの2014年春、ユニバーサルミュージックがその天性の歌声に惚れ込み、メジャーデビューが決定。同年8月にリリースされたメジャーデビューミニアルバム『はじまるふたり』は、プロデュース・楽曲提供にtofubeats、堂島孝平、多田慎也といった面々が集結しイベントやライブ活動を開始する。
2016年、事務所移籍により一時活動を休止。2017年、音源制作を開始、同時にライブ活動も再開する。
自身の持つまっすぐな歌声、そして楽曲で良質なJPOPを追求している。

## 人物
- 2010年、学習院大学在学中にミスFLASHファイナリストとなる[3]。
- 歌手志望[4]。趣味は大学入学後に始めた射撃や音楽鑑賞。
- 高校時代はスキー部に所属。また、バンド活動もしていた。

## 出演

### テレビ
- 全力坂（2011年1月18日、テレビ朝日）
- Dokumo Cafe TV（2011年6月19日、TOKYO MX）
- Disco Train (2014年9月21日・9月29日、(VIP ROOM TALK GUEST)(TOKYO MX)

### ラジオ
- サタデーキューティナイト アイドルスタジオNo.1（2011年2月12日、ニッポン放送）- ミスFLASH2011として出演
- 劇団サンバカーニバル（FM-FUJI、2011年8月20日）- G☆Girls（ミスFLASH2011）として鈴木ふみ奈・仁藤みさきと一緒に出演[5]
- 音遊塾（FM AICHI、2011年10月26日）- G☆Girls代表として出演
- IBSウィンターフェスタ2011イオンモール水戸内原（茨城放送、2011年11月23日）- G☆Girlsとして出演

### テレビドラマ
- 元彼の遺言状 第1話（2022年4月11日、フジテレビ） - 岡本絵梨奈 役

### 舞台
- シアターAIRY朗読劇本公演「グリムの森」（2011年11月、日暮里プロモボックス）

### テレビCM
- アクリフーズ えびとチーズのグラタン（2013年4月） - 保育士 役

### 広告
- オンワード樫山「組曲」CXインフォマーシャル（2012年10月）
- 横浜ゴム リーフレット（2013年）

### その他
- ヴィーナスブロードキャスト 「アンドロイドール」イメージキャラクター（2011年4月）

## 作品

### CD
- 魔法をかけてLove Me Do（2011年9月14日、South to North Records） - G☆Girls
- はじまるふたり（2014年8月6日、ZEN MUSIC） - さいとうまりな